# Hermann Keidanski
Hermann Keidanski, noto anche come Hermann Keidanz (Großendorf, 4 novembre 1865 – Germania, dicembre 1938), è stato uno scacchista e compositore di scacchi tedesco.
Tra i principali risultati di torneo vi furono l'8º-9º posto a Colonia nel 1898 (11º Congresso DSB, Hauptturnier A), il 2º posto a New York nel 1903 (dietro a Julius Finn) e il 5º-6º posto nel 1907 in un torneo della New York State Chess Association.
Nel 1891 perse un match (1–5) contro Carl August Walbrodt e nel 1902 vinse un match (4–1) contro Eugene Delmar.
Prendono il suo nome due varianti di apertura:
- la variante Keidanski della difesa dei due cavalli: 1. e4 e5 2. Cf3 Cc6 3. Ac4 Cf6 4. d4 exd4 5. e5 d5 6. Ab5 Ce4 7. Cxd4 Ac5 8. Cxc6?! Axf2+! 9. Rf1 Dh4!
- il gambetto Keidanski della partita di alfiere: 1. e4 e5 2. Ac4 Cf6 3. d4 exd4 4. Cf3 Cxe4 5. Dxd4, con il quale vinse una partita informale contro Emanuel Lasker.[2]

È stato anche un compositore di problemi. Uno di essi, un matto in quattro mosse composto assieme ad Emanuel Lasker, fu pubblicato sul numero di ottobre 1906 dell'American Chess Bulletin, con la soluzione pubblicata sul numero di gennaio 1907. Fu oggetto di un concorso a premi e il vincitore fu Murray Marble, che lo risolse in 25 minuti.
Scrisse il libro "The Chess Problems of E. B. Cook of Hoboken" (New York, 1927), contenente 650 problemi del compositore di scacchi statunitense Eugene Beauharnais Cook.